# Paneth (cràter)

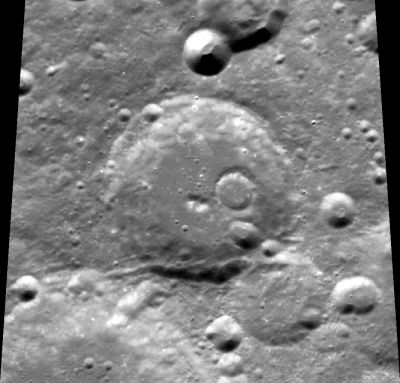
Fotografia de la missió Clementine

Paneth és un cràter d'impacte pertanyent a la cara oculta de la Lluna, just més enllà del terminador nord-oest. Es troba just al nord-nord-est del cràter Smoluchowski, i a l'est-sud-est de Boole, aquest últim situat en la cara visible.

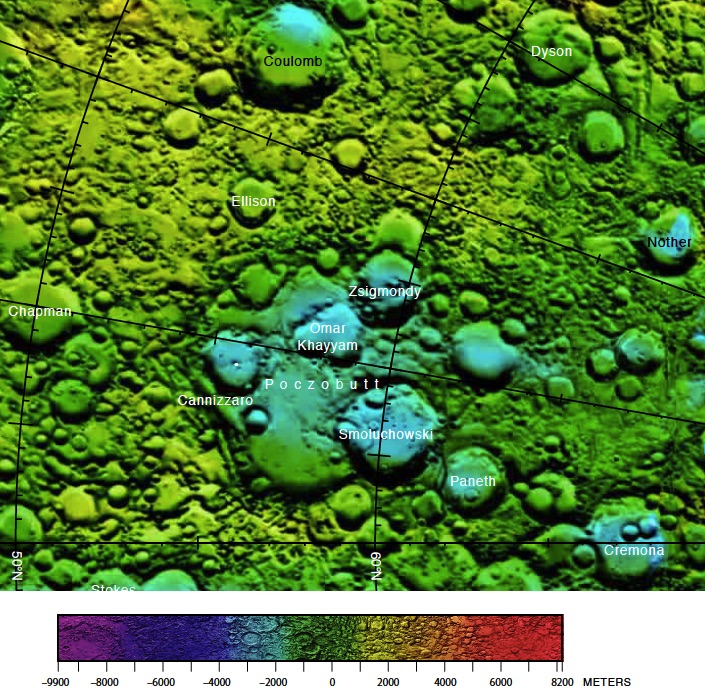
Localització de Paneth (quadrant inferior dret de la imatge)

El brocal de Paneth no apareix excessivament desgastat; la seva vora queda ben definida i marcada únicament per petits cràters en el nord-oest i sud-est. Aquesta formació se superposa parcialment al cràter superficial Paneth K en el sud-est. Només una estreta franja de terreny separa Paneth de Smoluchowski, la planta del qual es caracteritza per la presència d'un cràter allargat i d'una curta rima.
El sòl interior presenta una formació de pic central prop del punt mitjà i un parell de petits cràters en la vora oriental. La seva superfície és relativament plana, marcada únicament per craterets minúsculs.

## Cràters satèl·lit
Per convenció aquests elements són identificats en els mapes lunars posant la lletra en el costat del punt mitjà del cràter que està més prop de Paneth.
|        | \| Paneth \| Coordenades \| Diàmetre \| \| ------ \| -------------------------------------- \| -------- \| \| A \| 65° 18′ N, 94° 06′ O / 65.3°N,94.1°O \| 47 km \| \| K \| 61° 42′ N, 92° 54′ O / 61.7°N,92.9°O \| 31 km \| \| W \| 65° 00′ N, 101° 12′ O / 65.0°N,101.2°O \| 28 km \| |          |
| Paneth | Coordenades | Diàmetre |
| A      | 65° 18′ N, 94° 06′ O / 65.3°N,94.1°O | 47 km    |
| K      | 61° 42′ N, 92° 54′ O / 61.7°N,92.9°O | 31 km    |
| W      | 65° 00′ N, 101° 12′ O / 65.0°N,101.2°O | 28 km    |